# Світле (село, Покровський район)
Сві́тле — село Мирноградської міської громади Покровського району Донецької області, Україна. Населення становить 1025 осіб. Відстань до Мирнограда становить близько 4 км і проходить автошляхом місцевого значення.

## Населення
За даними перепису 2001 року населення села становило 1025 осіб, із них 24% зазначили рідною мову українську, 75,80% — російську, 0,20% — білоруську